# Lê Văn Tân
Lê Văn Tân (* 30. Juli 1984 in Accra), geboren als Jonathan Quartey, ist ein ehemaliger vietnamesisch-ghanaischer Fußballspieler.

## Karriere

### Verein
Lê Văn Tân kam in der ghanaischen Hauptstadt Accra zur Welt und begann dort in der Jugend von Liberty Professionals mit dem Vereinsfußball. 2001 unterschrieb er hier auch seinen ersten Vertrag. 2007 ging er nach Vietnam. Über die vietnamesischen Stationen Khatoco Khánh Hòa, Hà Nội ACB, Hải Phòng FC, CLB Thanh Hóa, CLB Long An, CLB Sài Gòn und XM Fico Tây Ninh FC ging er Mitte 2019 nach Thailand. Hier unterschrieb er einen Vertrag in Bangkok beim in der zweiten Liga spielenden Air Force United. Nachdem der Verein Ende 2019 bekannt gab, sich aus der Liga zurückziehen, beendete auch Văn Tân seine aktive Karriere.

### Nationalmannschaft
Am 15. März 2003 bestritt Lê Văn Tân eine Partie für die ghanaische A-Nationalmannschaft. Bei der 0:1-Testspielniederlage in Benin wurde er nach der Halbzeit für Stephen Owusu eingewechselt. 